# Hopliancistrus tricornis
Hopliancistrus tricornis es una especie de peces de la familia Loricariidae en el orden de los Siluriformes.

## Morfología
Los machos pueden llegar alcanzar los 10,4 cm de longitud total. Esta especie se diferencia de las del género Lasiancistrus en que carece de sinapomorfías y cuenta con cinco filas de placas en el pedúnculo caudal, en lugar de tres. Se caracteriza también por tres robustos y curvados odontoides (dientes dérmicos), a ambos lados de la cabeza en los machos.

## Hábitat
Es un pez de agua dulce y de clima tropical.

## Distribución geográfica
Se encuentra en las cuencas de los ríos Tapajós y Xingú en Brasil.